# Strictly Genteel
Strictly Genteel je kompilační album amerického multi-instrumentalisty Franka Zappy, vydané v roce 1997. Album bylo nahrané v letech 1966, tedy od vydání jeho prvního alba Freak Out!, do roku 1992, tedy rok před jeho smrtí.

## Seznam skladeb
| Pořadí         | Název                                          | Délka |
| -------------- | ---------------------------------------------- | ----- |
| 1.             | Uncle Meat: Main Title Theme                   | 1:55  |
| 2.             | Regyptian Strut                                | 4:13  |
| 3.             | Pedro's Dowry                                  | 7:41  |
| 4.             | Outrage at Valdez                              | 3:09  |
| 5.             | Little Umbrellas                               | 3:03  |
| 6.             | Run Home Slow Theme                            | 1:25  |
| 7.             | Dwarf Nebula Processional March & Dwarf Nebula | 2:12  |
| 8.             | Dupree's Paradise                              | 7:53  |
| 9.             | Opus 1 - #3: 2nd movement - Presto             | 1:50  |
| 10.            | The Duke of Prunes                             | 4:20  |
| 11.            | Aybe Sea                                       | 2:47  |
| 12.            | Naval Aviation in Art?                         | 2:42  |
| 13.            | G-Spot Tornado                                 | 3:17  |
| 14.            | Bob In Dacron                                  | 5:36  |
| 15.            | Opus 1 - #4: 2nd movement - Allegro            | 3:01  |
| 16.            | Dog Breath Variations                          | 2:06  |
| 17.            | Uncle Meat                                     | 2:51  |
| 18.            | Strictly Genteel                               | 6:57  |
| Celková délka: | Celková délka:                                 | 66:47 |